# فرودگاه ریچارد پیرس
 فرودگاه ریچارد پیرس (به انگلیسی: Richard Pearse Airport) یک فرودگاه همگانی با کد یاتا TIU است که یک باند فرود بله دارد و طول باند آن آسفالت متر است. این فرودگاه در کشور نیوزلند قرار دارد و در ارتفاع ۲۷ متری از سطح دریا واقع شده است.

## شرکت‌های هواپیمایی و مقصدهای پروازی
| شرکت‌های هواپیمایی                    | مقصدهای پروازی |
| ------------------------------------ | -------------- |
| ایر نیوزلند لینک اجرا توسط ایر نلسون | ولینگتون       |